# Hetereleotris vinsoni
Hetereleotris vinsoni är en fiskart som beskrevs av Hoese, 1986. Hetereleotris vinsoni ingår i släktet Hetereleotris och familjen smörbultsfiskar. Inga underarter finns listade i Catalogue of Life.